# Isolde Oschmann
Isolde Oschmann (Berlin, 20 mai 1913) est une femme politique allemande. Elle a été membre du Parti communiste d'Allemagne et du Parti socialiste unifié d'Allemagne.